# Jack Cleary
Jack Cleary (Perth, 8 agosto 1995) è un canottiere australiano, vincitore del bronzo nel quattro di coppia a Tokyo 2020.

## Biografia
Ha rappresentato l'Australia ai Giochi olimpici estivi di Tokyo 2020, dove ha vinto la medaglia di bronzo nel quattro di coppia, con Luke Letcher, Caleb Antill e Cameron Girdlestone.

## Palmarès
- Giochi olimpici

Tokyo 2020: bronzo nel 4 di coppia;